# Arno Glockauer
Franz Theodor Arno Glockauer (* 31. Juli 1888 in Reudnitz (Leipzig); † 11. Januar 1966 in Bremen) war ein deutscher Turner.
Arno Glockauer nahm an den Olympischen Spielen 1912 in Stockholm teil. Mit der deutschen Mannschaft belegte er im Freien System den vierten und im Mannschaftsmehrkampf den fünften Platz. Glockauer studierte Naturwissenschaft.